# جودهارد جيس
جودهارد جيس (بالألمانية: Godehard Giese)‏ هو ممثل ألماني، ولد في 1972 في ألمانيا.

## أعمال

### أفلام
- (2013) سارقة الكتاب[3][4]

## وصلات خارجية
- جودهارد جيس على موقع IMDb (الإنجليزية)
- جودهارد جيس على موقع مونزينجر (الألمانية)
- جودهارد جيس على موقع ألو سيني (الفرنسية)
- جودهارد جيس على موقع ميوزك برينز (الإنجليزية)
- جودهارد جيس على موقع أول موفي (الإنجليزية)
- جودهارد جيس على موقع قاعدة بيانات الأفلام السويدية (السويدية)
- جودهارد جيس على موقع قاعدة بيانات الفيلم (الإنجليزية)
- جودهارد جيس على موقع كينوبويسك (الروسية)